# Cserny József (parancsnok)

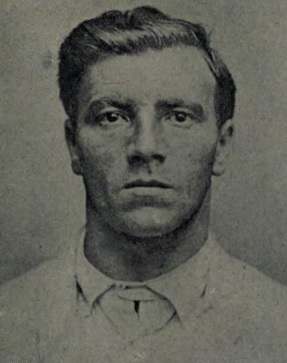
Cserny József 1919-ben

Cserny József, névváltozat: Cserni (Budapest, 1892. március 18. – Budapest, 1919. december 18.) bőripari munkás, a Császári és Királyi Haditengerészet matróza, majd a Cserny-csoport néven ismert terrorkülönítmény vezetője a Magyarországi Tanácsköztársaság idején. Ez a fegyveres csoport gyakran együttműködött a Szamuely Tibor által vezetett „Lenin-fiúkkal”. A Tanácsköztársaság bukása után halálra ítélték és kivégezték.

## Élete
Cserny József római katolikus asztalos és Tuniák Paula, komáromi születésű református napszámosnő gyermeke. 1892. december 13-án keresztelték a budapesti Kálvin téri református templomban. Eredetileg cipészsegéd (bőrmunkás) volt; nőtlen, anyja után a református vallást követte. Öt elemit végzett, anyanyelve magyar, ezen kívül németül és dalmátul beszélt. Cserny az első világháborúban a haditengerészetnél szolgált. 1918-ban Szovjet-Oroszországba szökött, ahol belépett a magyar kommunisták csoportjába. Egy agitátorképző iskola hallgatója lett. 1918-ban fegyverrel harcolt fehérek és a fellázadt baloldali eszerek csapatai ellen. 1918 novemberében – a magyar őszirózsás forradalom hírére – az oroszországi magyar kommunisták megalapították a Kommunisták Magyarországi Pártját. Cserny a KMP magyarországi megalakulásánál – 1918. november 24-én – nem volt jelen, mégis a párt alapító tagjának tekintik.

## Tevékenysége a Tanácsköztársaság alatt
1918 decemberében már Magyarországon volt, és belépett a Nemzetőrség tengerészkülönítményébe. Zömmel matrózokból alakult 1919 elején a KMP védelmére szervezett Cserny-csoport. Feladatuk a Visegrádi utcai párthelyiség őrzése volt. Később rájuk bízták a Szovjetház (az egykori Hungária Szálló) őrzését is.
A Cserny-csoport a kommunista ideológiával egyetértő, ám öntörvényű forradalmárok csapata volt. A proletárdiktatúrát lelkesen elfogadták, magukat a Forradalmi Kormányzótanács terrorcsapatának nevezték, utasításokat csak a KMP-től fogadtak el – ha éppen egyetértettek ezekkel az utasításokkal. Tucatnyi emberrel végeztek, köztük id. Hollán Sándort és ifjabb Hollán Sándort is ők gyilkolták meg.

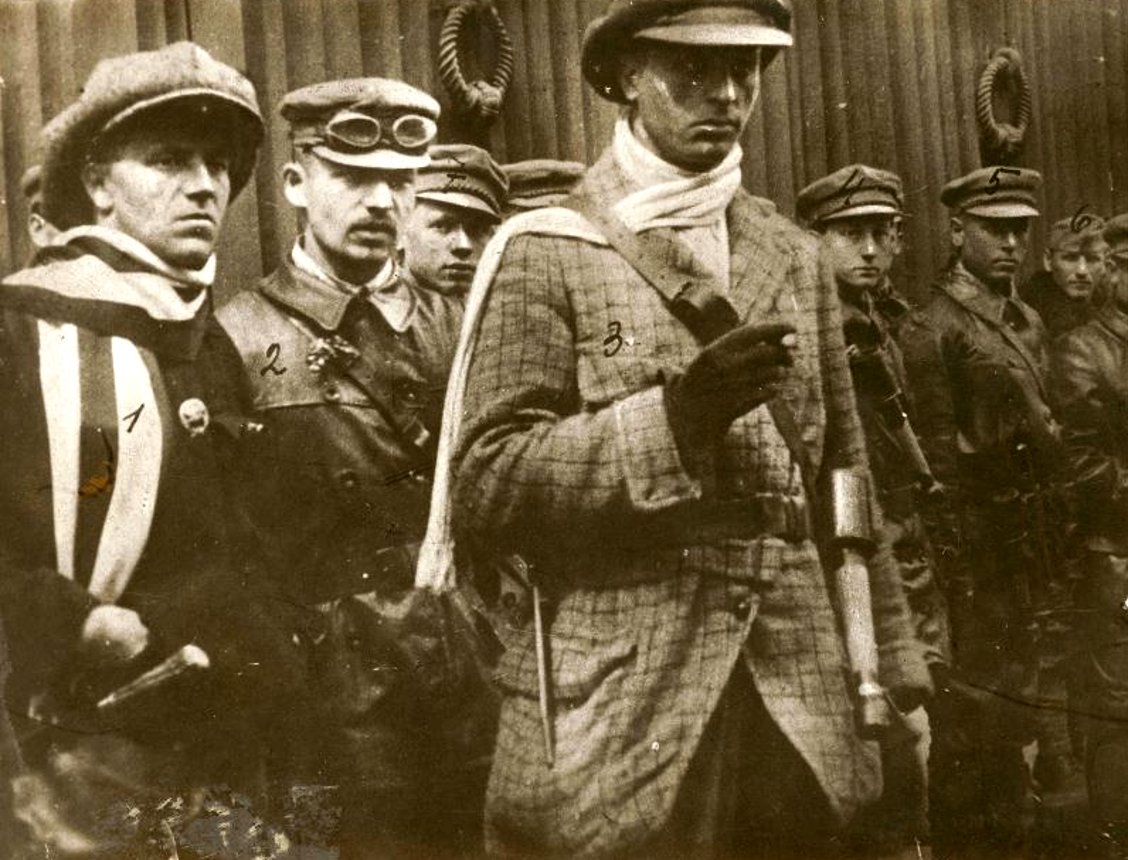
Cserny József (balra) és csoportja 1919-ben

A proletárdiktatúra kikiáltásakor már mintegy kétszáz ember állt az akkor 27 éves Cserny József parancsnoksága alatt. Főhadiszállásuk a Teréz körúti Batthyány-palota (a diktatúra alatt Kun-Vágó Laktanya) volt. Cserny a Budapesti Forradalmi Törvényszék egyes tárgyalásait is vezette.
1919 április végén a hadsereg új főparancsnoka, a szociáldemokrata Böhm Vilmos parancsot adott ki minden „politikai terrorcsapat vagy más elnevezés alatt működő külön csapat” feloszlatásáról. Cserny csapatát fegyvereinek leadására szólították fel. 1919. május 19-én Gödöllőn a Cserny-csoportot lefegyverezték. Mindehhez a hadsereg-főparancsnokság két zászlóaljat és tüzérséget vonultatott fel. Lerakott fegyvereik a következők voltak: hét 140 milliméteres, hat 90 milliméteres aknavető, három 75 milliméteres páncélágyú, hét gyalogsági ágyú, hét gépfegyver, 64 láda bomba, 130 láda kézigránát, 41 rekesz gépfegyver lőszer, 115 láda lőszer gyalogsági ágyúhoz, 807 láda lőszer az aknavetőkhöz. Ezen kívül nyolc személyautóval és hat teherautóval is rendelkeztek.
1919. június 22-én egy fél század vöröskatona élén rátámadt a krisztinavárosi templom körül úrnapi körmenetet járó hívekre, és több lövést adott le rájuk; dr. Dénes Artúr ügyvéd a támadásban életét vesztette.
1919. június 24-én lázadás tört ki a vörösterror ellen, amelyet Lemberkovics Jenő százados vezetett, a Ludovika Akadémia növendékeinek részvételével és  a dunai flottilla egy részének a támogatásával. A százados mellett Zemplén Szilárd korvettkapitány, Zákány Gyula katonapap, a Ludovika Akadémiáról Bartha László és Schranz Ödön alezredesek, illetve Hőnig Vilmos tüzér őrnagy voltak még a monitorlázadás főszereplői. Az események során 254 kadét elfoglalta a Ludovikát, Szikora főhadnagy irányítása mellett egy osztaguk pedig megszállta a József-telefonközpontot. Ezt követően a Pozsony monitor és két másik hadihajó Óbudáról elindult Zemplén Szilárd korvettkapitány parancsnoksága alatt Budapest belvárosa felé.

„Veszélyben a proletárdiktatúra! Budapesten dühöng az ellenforradalom, s hogy nem diadalmaskodott, az kizáróan az én embereim érdeme. Ezen utolsó három nap megmutatta, hogy véres kézzel kell átgázolni és vérbe kell fojtani minden ellenforradalmat. [...] Lenni, vagy nem lenni, ez most a kérdés! Ne tétovázzunk, fogják keményen kezükbe a gyeplőt. ”

– Cserny József beadványa Kun Bélához

.
A tiszti akadémia és a monitorosok megmozdulása elbukott.  A vörös terror ellen felkelő katonai csoport 1919. június 25-én, hajnali 2 óra körül megadta magát. Az eseményeket követően a Cserny-csoportot újjászervezték, visszakapták a Batthyány-palota épületét is.

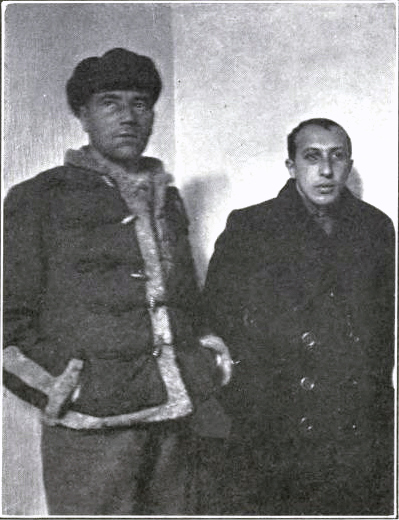
Cserny József Korvin Ottóval a börtönben (a London Timesban megjelent kép)

A Tanácsköztársaság hadseregét 1919. augusztus elsején leverték. A kapituláció után a kommunista vezetőség elmenekült, de Cserny és a Lenin-fiúk sok tagja Magyarországon maradt és tovább harcolt. Csernyt a Budapesti Királyi Büntetőtörvényszéki Fogház iratainak tanúsága szerint 1919. augusztus 4-én a Vörös Őrség tartóztatta le Körmenden. A fogolykönyv a következő személyleírást tartalmazza róla: 175 cm magas, testalkata magas, arca hosszas, arcszíne barna, haja barna, homloka magas, szemöldöke dús és barna, szeme barna, szája rendes, fogai hiányosak, három aranyfoga volt, bajusza borotvált, álla kerek, különös ismertetőjele nincs. 1919. augusztus 29-én szállították a letartóztatási intézetből a Margit körúti fogházba.
Cserny a kihallgatások alatt a verések hatására megtört, bizonyos engedményekért cserébe hajlandó volt együttműködni vallatóival, azonosítani társait.

## Halála
Cserny Józsefet tizenhárom társával együtt halálra ítélték. Csernyre a Budapesti Királyi Büntető Törvényszéknek a gyorsított eljárás szabályai szerint ítélkező ötös tanácsa 1919. december 12-én kelt B.8931/919b számú jogerős ítéletével hét rendbeli gyilkosság bűntette és egy rendbeli orgazdaság miatt mondta ki rá a halálos ítéletet.
A kivégzés előtti napon Cserny végrendelkezett, és az őt annak idején megkeresztelő Haypál Benő budai református lelkésszel is időt töltött. Másnap, 1919. december 18-án akasztották fel a Margit körúti fogház udvarán. Az aznapi kivégzettek közül Cserny ítéletét hajtották végre utolsónak.